# Трибунал
Трибунал е дума, с която се наричат някои видове съдилища. Значението ѝ е различно в различните езици.

## Семантика
- На английски това е общото понятие за всички съдебни инстанции.
- На френски „трибунал“ е думата за „съд“.
- В Полша конституционният съд е наречен „Конституционен трибунал“.
- Съдът на инквизицията се е наричал трибунал.

В повечето езици трибунал е извънреден съд, често военен, извън системата на нормалните съдилища.

## История

### Революционен трибунал
„Революционен трибунал“ (на френски: Haute Cour de Justice) по време на Френската революция, Октомврийската революция и Гражданската война в Русия е извънреден съд, работещ „по законите на революцията“, тоест – както решат „съдиите“, без да се съобразяват с кодифицирани общоприети правни норми. Оттогава това е нарицателно за съд, който се опира на сила и произвол, а не на правните норми, които, ако ги има, са с обратна сила.
Не всеки трибунал или извънреден съд в историята е незаконен.

## В България
В историята на България най-типичният пример за извънреден съд (свързван семантично с трибунал) е тъй нареченият Народен съд. На 30.09.1944 г. 62-рото правителство на България на Отечествения фронт приема единодушно, включително и от некомунистите съюзници на БРП (к) тогава земеделци на Никола Петков и социалдемократи, практически всичките несвързани с колаборационизма политически сили, Наредба-закон за съдене от Народен съд виновниците за въвличане България в Световната война срещу Съюзените народи и за злодеянията, свързани с нея – в изпълнение на програмата на Отечествения фронт. Наредбата влиза в сила от деня на обнародването в Държавен вестник на 6 октомври 1944 г., бр. 219, и е изменяна двукратно.
Незаконността на Народния съд се извежда от следното:
1. Липсва правно основание по смисъла на позитивното право за създаване на този извънреден съд, и съответно за провеждането на наказателен процес, осъждането на „виновниците“ и изпълнението на смъртните им присъди издадени от този „съд“. В този смисъл, всичко извършено де факто от „трибунала“ е де юре престъпно;
2. Материалният наказателен „закон“ въз основа на който са издадени присъдите на „виновниците“, не е закон като акт на Народното събрание (законодателния орган), а подзаконов нормативен акт. Не само наредбата, но и евентуален наказателен закон според основния принцип в пеналистиката Nullum crimen, nulla poena sine praevia lege poenali в случая поради обратната си сила, са незаконни;
3. Случаят касае не наказателна отговорност за криминални деяния, а за политически, т.е. за изпълнително-разпоредителни действия и актове на изпълнителната власт в рамките на своята компетентност, и в съответствие с установения в страната конституционен и правов ред.

Съгласно настоящата Конституция на Република България, извънредни съдилища не се допускат.